# آرد ثعلب

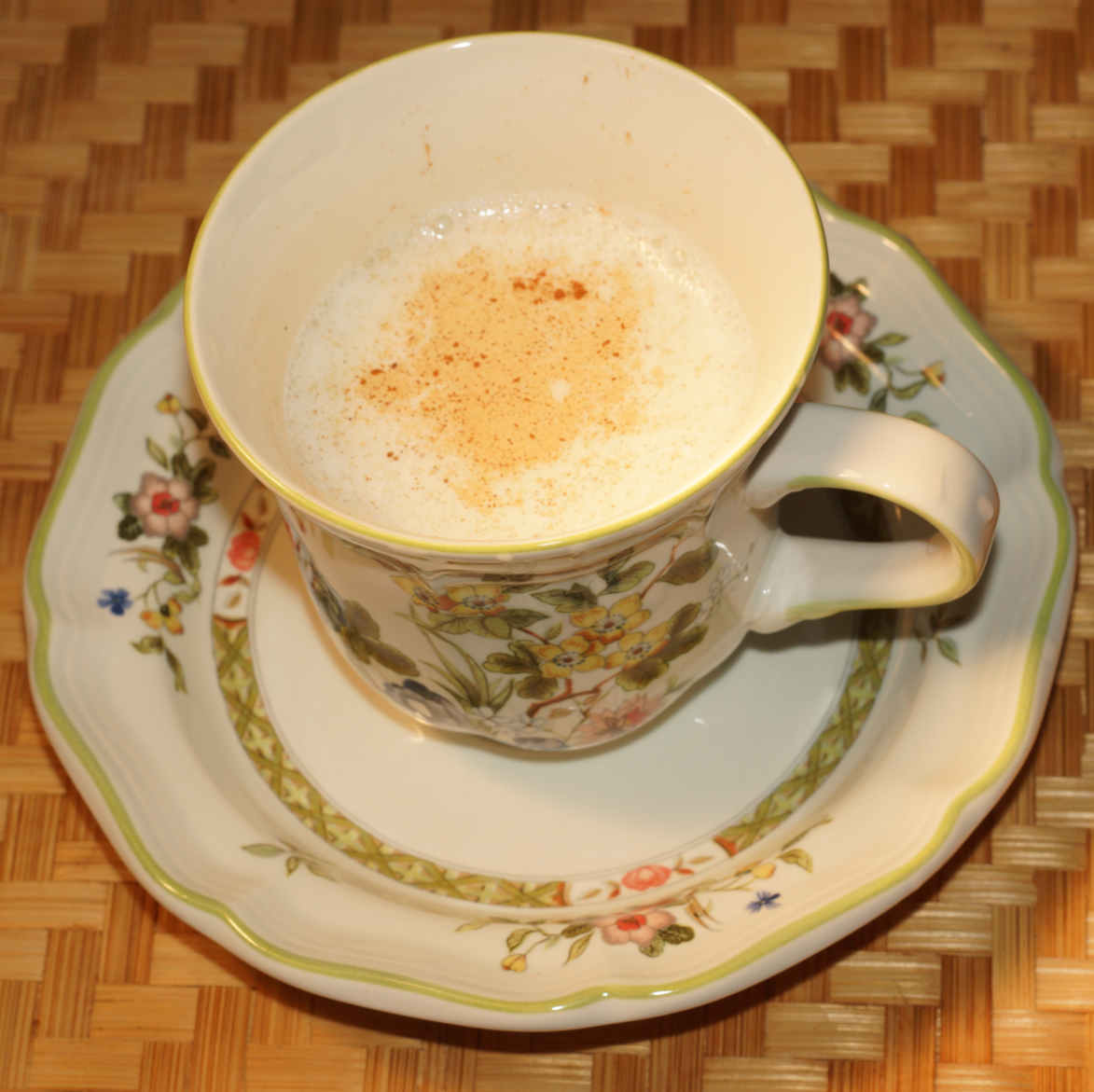
شربت ثعلب

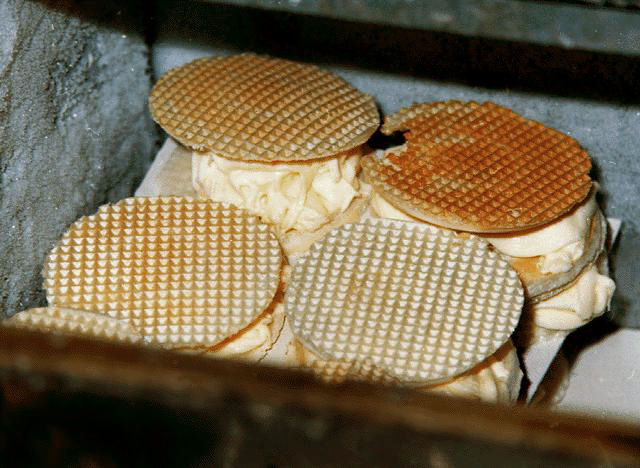
بستنی نانی سنتی ایرانی ساخته شده از شیر، زعفران، گلاب، شکر، و آرد ثعلب.

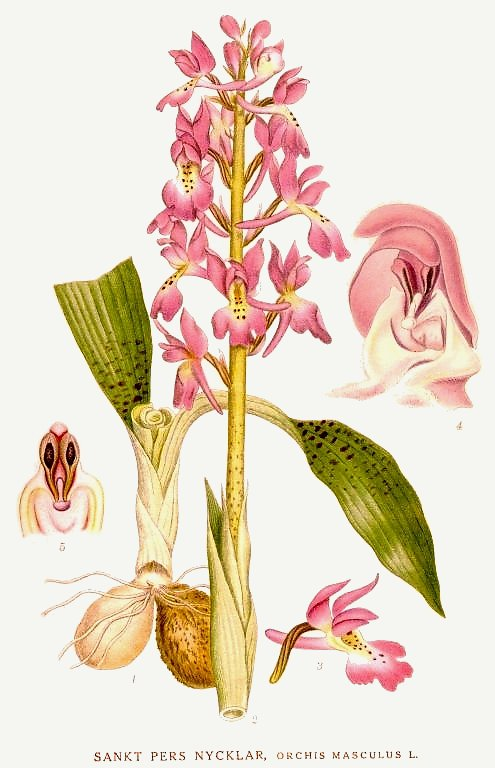
گیاه ثعلب بنفش در تهیه آرد ثعلب بیشترین استفاده را دارد.

آرد ثَعلَب، آردی است که از ساییدن سیبک‌ها (غده‌های ریشه) خشک شدهٔ گونه‌های مختلف گیاه ثعلبیان به‌دست می‌آید.
آرد ثعلب دارای یک ماده چندقندی نشاسته‌مانند به نام باسورین است.
گونه‌هایی از ثعلبیان مانند Orchis morio L. کاربرد دارویی داشت که امروزه سعی می‌کنند مواد دیگری را جایگزین آن کنند. غده‌های ریشه آن را جمع‌آوری کرده و خشک می‌کردند و بعداً آرد کرده و از آن لعاب ثعلب درست می‌کردند. این لعاب (لیزاب) هیدرولیز شده و به مانوز و گلوکز تبدیل می‌شود و دارای ۳۰٪ نشاسته، آلبومین و قند است. در گذشته در پزشکی سنتی از لعاب رقیق ثعلب (به نسبت ۱۰ به ۱۰۰) برای ناراحتی‌های روده و معده، تقویت قدرت جنسی استفاده می‌کردند ولی امروزه مواد دیگری را جایگزین ثعلب می‌کنند. به دلیل جمع‌آوری بیش از اندازه این گیاه در معرض خطر نابودی قرار گرفت. گونهٔ Orchis Maculata L. نیز نوشته شده است.
از ثعلب در تولید بستنی سنتی ایرانی، بستنی عربی (بوزا)، بستنی ترکی (دوندورما) و بستنی یونانی (کایماکی) استفاده می‌شود.
از آرد ثَعلَب در ترکیه نوشابه‌ای تهیه می‌شود به نام ثعلب (Salep) که این نوشیدنی پیش از حضور قهوه و چای، در کشورهای دیگری مانند انگلستان و آلمان نیز مصرف می‌شد.
از آرد ثعلب، دسرهایی نیز تهیه می‌شود از جمله پودینگ ثعلب و بستنی ثعلب. منطقه قهرمان‌مرعش ترکیه از تولیدکنندگان بزرگ آرد ثعلب است که این آرد با نام «ثعلب مرعش» معروف است.